# سيغاتوكا
سيغاتوكا هي بلدة في فيجي في جزيرة فيتي ليفو عند مصب نهر سيغاتوكا [الإنجليزية]
 والذي يحمل اسم لبلدة ذاته.
تبعد البلدة مسافة 80كم عن نادي، وقد بلغ سكانها 17,622 في سنة 2017.
وهي من أبرز المراكز الحضرية في محافظة نادروغا ونافوسا [الإنجليزية]
.